# Vallerano
Vallerano är en ort och kommun i provinsen Viterbo i regionen Lazio i Italien. Kommunen hade 2 548 invånare (2018).